# Valerie Nicolas
Valerie Nicolas (Lampaul-Guimiliau, 1975. március 12. –) világbajnok francia válogatott kézilabdakapus.

## Pályafutása
Valerie Nicolas az USM Gagny-nál kezdte pályafutását. Ezzel a csapattal 1994-ben harmadik helyen végzett a francia bajnokságban, és a francia kupa döntőjébe is bejutott. 1995-ben az egyre erősödő ES Besançon csapatához igazolt. Első két bajnoki szezonjában két ezüstérmet szerzett, majd 1998-ban megnyerték a bajnokságot. Az itt töltött évek alatt az ES Besançon a francia bajnokság meghatározó csapatává vált, mindig első és második helyen végeztek ebben az időszakban. 2003-ban háromszoros francia bajnokként igazolt Dánia egyik élcsapatába, a Viborg HK-ba. Bajnokok Ligája győzelmet szerzett ezzel a csapattal 2006-ban, ezen kívül kétszer nyerték meg a dán bajnokságot. A 2007-2008-as szezont a dán Ikast Bording EH csapatánál töltötte. Ezután a francia negyedosztályban szereplő ASPTT Nice csapatához igazolt.
A válogatottban 1995. június 21-én debütált Kanada válogatottja ellen. Első világversenyén, az 1997-es németországi világbajnokságon a 10. helyen végzett, a következő vb-n, az 1999-es Dánia és Norvégia által közösen rendezett világbajnokságon megszerezte első válogatottbeli érmét, az ott elért második hellyel. Ezt is túl tudták szárnyalni 2003-ban, amikor a horvátországi világbajnokság döntőjében, hosszabbítás után legyőzték a magyar válogatottat, és világbajnokok lettek.
Kétszer, 2003-ban és 2007-ben került be világbajnokságon az All-star csapatba. A 2003-as világbajnokság legértékesebb játékosának is megválasztották.

## Sikerei

### Klubcsapatban
- EHF Bajnokok Ligája: győztes: 2006
- EHF Kupagyőztesek Európa Kupája: győztes: 2003
- EHF-kupa: győztes: 2004
- Francia bajnokság: 3-szoros győztes: 1998, 2001, 2003
- Dán bajnokság: 2-szeres győztes: 2004, 2006

### Válogatottban
- Világbajnokság: győztes: 2003
  - 2. helyezett: 1999
- Európa-bajnokság: 3. helyezett: 2002, 2006